# Umbrella Beach
Umbrella Beach is de derde single van Owl City in de Verenigde Staten. De single kwam uit op 16 mei 2010. In het Verenigd Koninkrijk werd Umbrella Beach als tweede single uitgebracht, in de plaats van Vanilla Twilight. In Nederland verscheen Umbrella Beach niet als single.